# Alte Niederräder Brücke
Die Alte Niederräder Brücke ist eine Eisenbahnbrücke in Frankfurt am Main. Sie befindet sich unmittelbar östlich der Neuen Niederräder Brücke, auf der anderen Seite ist eine dritte Eisenbahnbrücke geplant.

## Lage
Die Alte Niederräder Brücke überspannt den Main bei Mainkilometer 31,0 zwischen dem nordmainischen Gutleutviertel und dem südmainischen Stadtteil Niederrad. Sie verbindet den Hauptbahnhof mit dem Bahnhof Niederrad und dient damit dem Verkehr folgender Strecken:
- Mainbahn,
- Riedbahn (Frankfurt – Mannheim Hauptbahnhof), einschließlich der Linie S7 der S-Bahn Rhein-Main, die zwischen dem Hauptbahnhof und Riedstadt-Goddelau verkehrt.
- Schnellfahrstrecke Köln–Rhein/Main
- Verbindungskurve zur Abzweigstelle Forsthaus (Frankfurt)

Auf der Westseite der Brücke ist ein Fußgängersteg angesetzt. Dies bedeutete eine große Erleichterung für die Niederräder Einwohner, die vor Errichtung der Brücke mit einer Fähre nach Griesheim übersetzen oder lange Umwege zur nächsten Brücke machen mussten.

## Technische Ausstattung
Es handelt sich um eine Stahlfachwerkbrücke. Sie trägt ein normalspuriges Gleispaar.
Verkehrstechnisch stellt sie ein Nadelöhr in der Anbindung des Frankfurter Hauptbahnhofes dar, da ihr Gleispaar aus nördlicher Richtung den Verkehr von fünf und aus südlicher Richtung den von drei Gleisachsen aufnehmen muss.

## Geschichte
Die Brücke wurde, ebenso wie die weiter stromauf gelegene Main-Neckar-Brücke, im Rahmen des Eisenbahnverkehrsplanes der 1871 neu gegründeten Direktion Frankfurt der Königlich Preußischen Staatseisenbahnen als Zufahrt für den neuen Hauptbahnhof (Frankfurter Centralbahnhof) geplant. 1880–1882 gebaut, ging sie am 16. Januar 1882 für den Güterverkehr, am 18. August 1888 für den Personenverkehr in Betrieb.
1925–28 wurden die Pfeiler durch das MAN Werk Gustavsburg verstärkt und der Aufbau durch eine Stahlfachwerkbrücke ersetzt. Im März 1945 wurde die Brücke – wie alle anderen Frankfurter Mainbrücken auch – von Wehrmachtspionieren gesprengt. Der Wiederaufbau begann schon im August 1945 und sie konnte Januar 1946 wieder in Betrieb genommen werden.
Die Brücke wurde ursprünglich nur Niederräder Brücke genannt, bis in den Jahren 1976 bis 1979 parallel zu ihr eine zweite Eisenbahnbrücke, die Neue Niederräder Brücke, für die S-Bahn Richtung Frankfurt-Flughafen und Mainz Hauptbahnhof errichtet wurde.
1978 festgestellte Auskolkungen bei der Brücke wurden durch den Einsatz eines Spezialschiffes beseitigt.

Im Zuge des Projekts zum Umbau des Bahnhofs Frankfurt am Main Stadion ist bis 2026 die Errichtung einer dritten Niederräder Brücke vorgesehen. Über diese Brücke soll eine zweigleisige Strecke für den Fernverkehr geführt werden, um die bestehende Bahnstrecke Mainz–Frankfurt auf dem Abschnitt zu entlasten. Am 6. Oktober 2022 wurde der symbolische Baubeginn für die zweite Baustufe zum Ausbau des Knotens Stadion gefeiert, in dessen Rahmen auch die dritte Brücke entstehen soll. Das Vorhaben soll 2029 abgeschlossen werden.

## Bilder

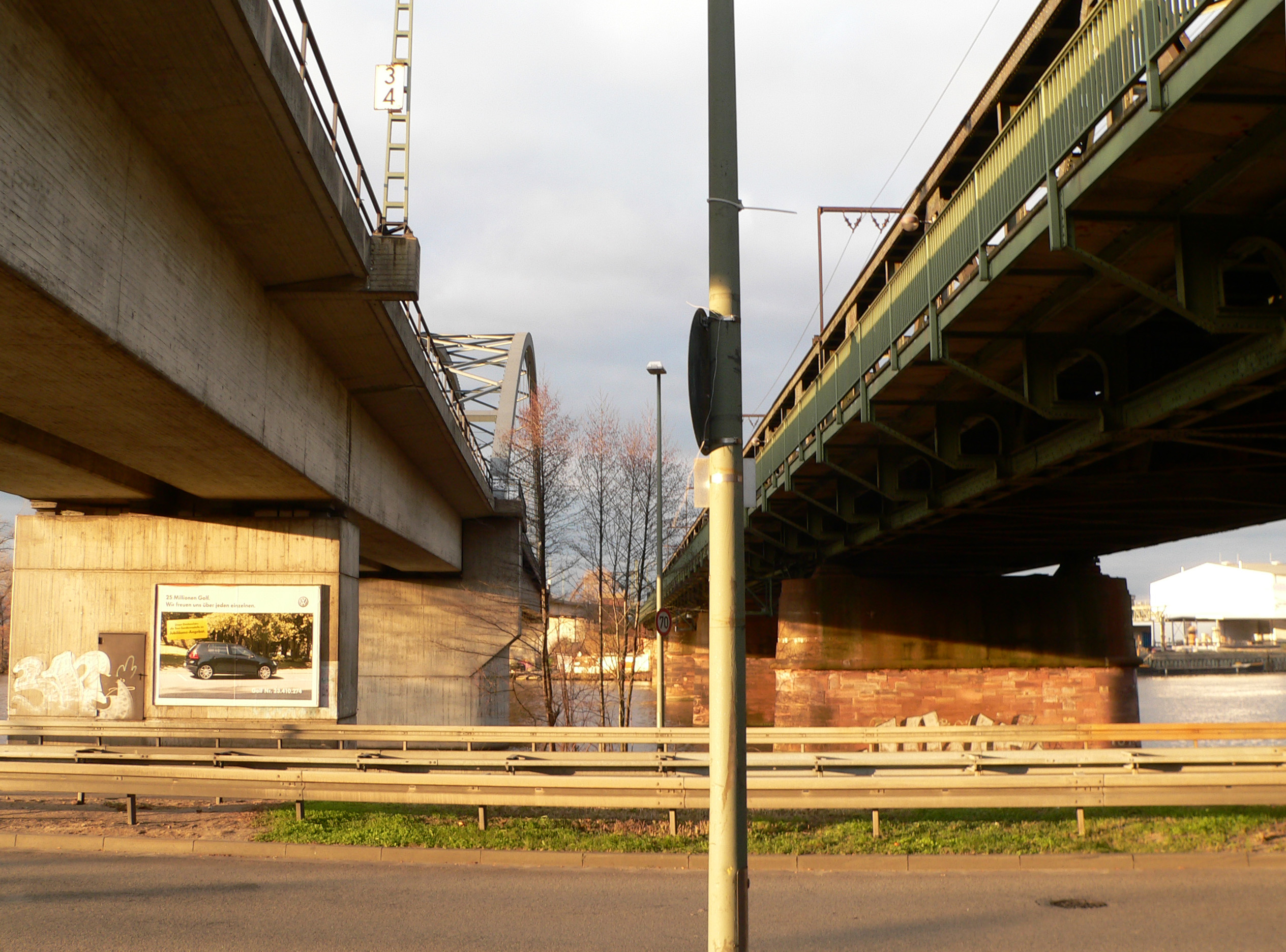
Rechts die Alte und links die Neue Niederräder Brücke
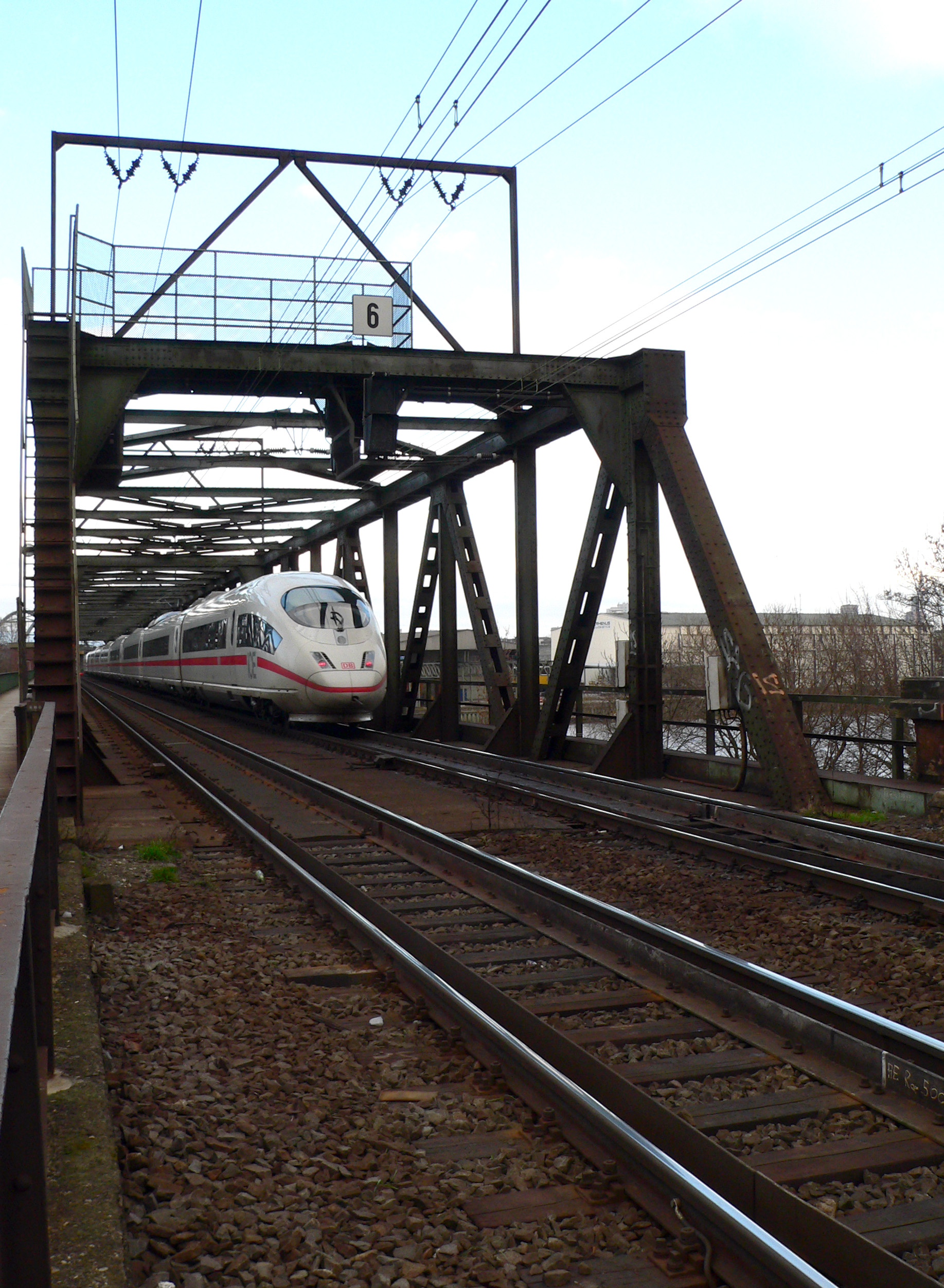
Ein ICE fährt Richtung Hauptbahnhof über die Alte Niederräder Brücke
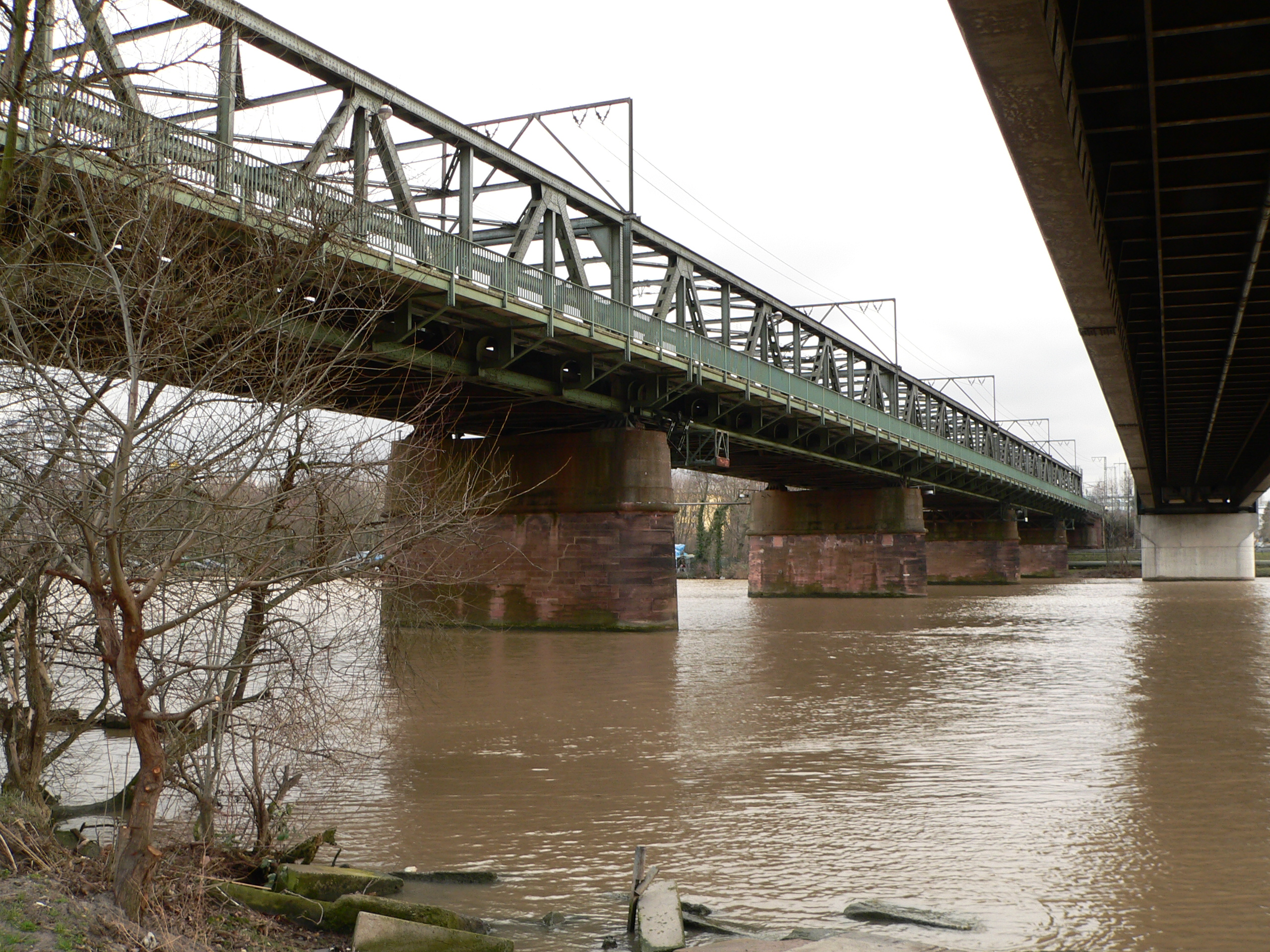
Blick vom Griesheimer Ufer auf die Alte Niederräder Brücke